# Žydrūnas Ilgauskas
Žydrūnas Ilgauskasⓘ (* 5. Juni 1975 in Kaunas, Litauische SSR, Sowjetunion) ist ein ehemaliger litauischer Basketballspieler, der von 1996 bis 2011 in der nordamerikanischen Profiliga NBA spielte.
Ilgauskas wurde auf der Position des Centers eingesetzt und trug während seiner gesamten Zeit in der NBA die Rückennummer 11. Diese wird zu Ehren des Spielers von den Cleveland Cavaliers nicht mehr vergeben. Ilgauskas gehörte lange zu den besten Spielern der NBA auf seiner Position und war außerdem mit einer Größe von 2,21 Metern einer der größten Spieler der Liga.
Seine Karriere wurde früh durch schwere Verletzungen bedroht, insgesamt fünfmal mussten seine Füße operiert werden. Zwar blieb er seit Ende 2001 weitgehend von langwierigen Verletzungen verschont, doch gaben die Cleveland Cavaliers ihn aufgrund des Verletzungsrisikos nicht mehr für die litauische Nationalmannschaft frei.

## Karriere

### NBA
Ilgauskas wechselte bereits 1996 zu den Cavaliers, verpasste aber verletzungsbedingt die komplette erste Saison. Seine Verletzungsprobleme hielten an, und bis 2001 hatte er nur eine verletzungsfreie Saison (1997/98) bestreiten können. In dieser, seiner technisch zweiten Saison, wurde er in das NBA All-Rookie First Team berufen. Seitdem entwickelte er sich zum Stammspieler und wurde für seine Leistungen zweimal (2003 und 2005) für das NBA All-Star Game nominiert. Der bisherige Höhepunkt seiner Karriere war der Gewinn der Eastern Conference 2007. Erst 2009, mit der Verpflichtung von Shaquille O’Neal, verlor Ilgauskas seinen Stammplatz in der Startformation der Cavaliers.
Am 17. Februar 2010 wurde er für Antawn Jamison zu den Washington Wizards getradet.
Nur wenig später, am 25. Februar 2010, kaufte sich Washington, ohne dass er ein Spiel für die Wizards bestritt, wieder aus dem Vertrag heraus und Ilgauskas wurde so zum Free Agent. Nach einer in den NBA-Regeln festgeschriebenen 30-tägigen Wartefrist um zu seinen alten Verein zurückzukehren, unterzeichnete er bei den Cavaliers einen Vertrag bis Saisonende. Jedoch wäre es auch möglich gewesen, vorher zu einem anderen Team zu wechseln.

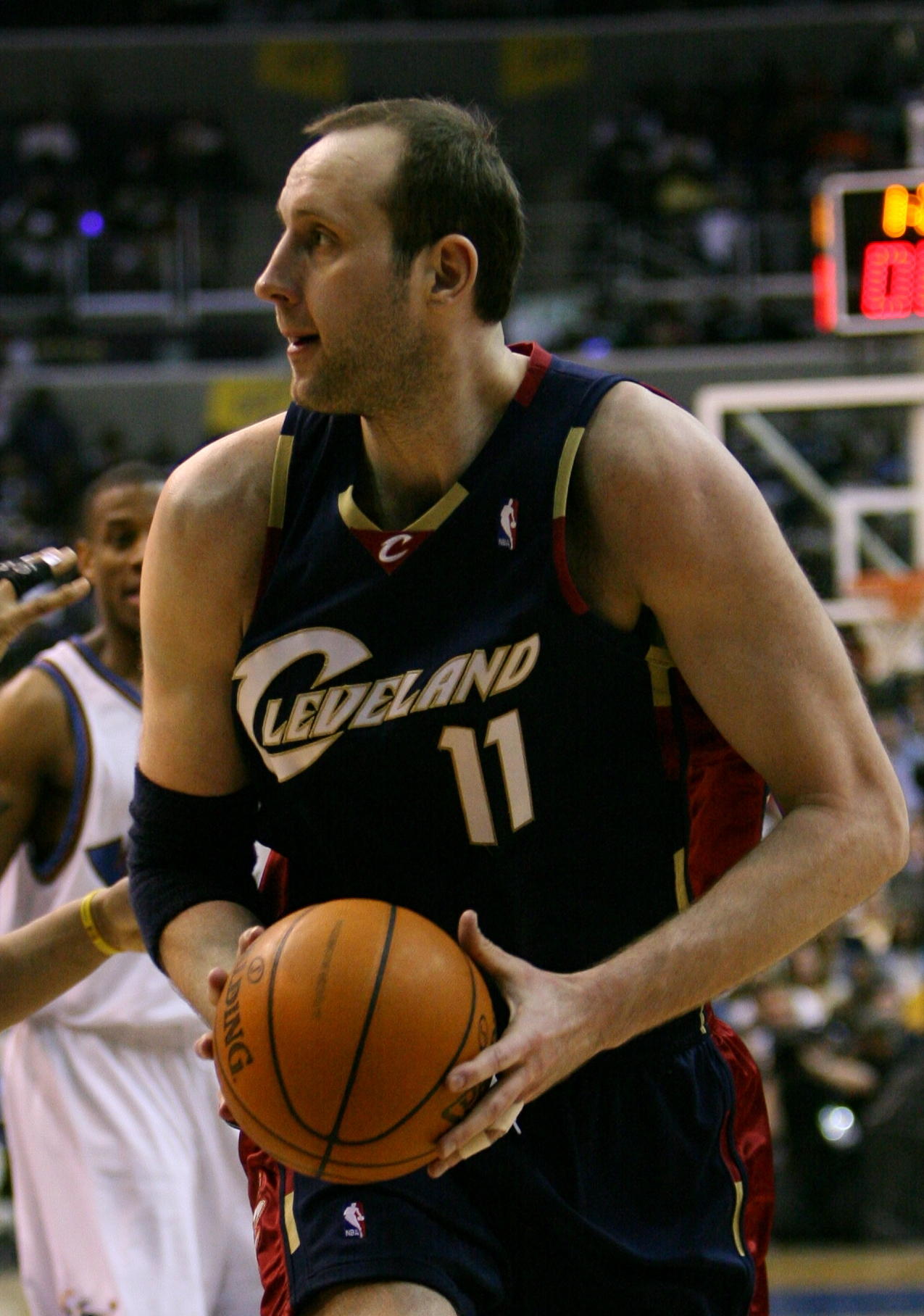
Ilgauskas bei den Cavaliers (2007)

Am 17. Juli 2010 unterzeichnete Ilgauskas einen Vertrag bei Miami Heat, nachdem er zuvor bei Cleveland vor allem in den Playoffs kaum noch Einsatzzeit bekam. Sein Wechsel war auch stark von den neuen Verpflichtungen um Chris Bosh und vor allem seinen langjährigen Teamkameraden LeBron James beeinflusst. Er erreichte mit den Heat 2011 das NBA-Finale unterlag jedoch den Dallas Mavericks. Nach der Saison verkündete Ilgauskas seinen Rücktritt.
2012 wurde Ilgauskas von den Cavaliers ins Management geholt, wo er als „Special Advisor“ arbeitet.
Vor Anfang der NBA-Saison 2013/14 gaben die Cavaliers bekannt, dass Ilgauskas Rückennummer 11 nicht mehr vergeben, und am 8. März 2014 unter die Hallendecke der Quicken Loans Arena gezogen wird. Damit ist er nach Vlade Divac und Dražen Petrović der dritte Europäer, dem diese Ehre zuteilwurde.

### Nationalmannschaft
Ilgauskas debütierte 1993 für Litauen und verhalf dem Team zur Qualifikation für die Basketball-Europameisterschaft 1995. Aufgrund seiner Verletzungsgeschichte wurde er jedoch für weitere internationale Spiele von den Cavaliers nicht mehr freigegeben und machte nur drei Spiele für Litauen. So verzichtete er unter anderem auf eine Teilnahme an den Olympischen Spielen 2008.

## Persönliches
Seit 2014 ist Ilgauskas amerikanischer Staatsbürger. Im Zuge dessen verlor er seinen litauischen Pass, da eine doppelte Staatsbürgerschaft nach litauischem Recht nicht vorgesehen ist.

## Auszeichnungen
- 2× NBA All-Star (2003, 2005)
- NBA All-Rookie First Team (1998)
- NBA Rookie Challenge MVP (1998)
- Trikotnummer 11 wird von den Cavaliers nicht mehr vergeben

## Persönliche Bestleistungen
- 35 Punkte (2×)
- 15 verwandelte Würfe aus dem Feld gegen Orlando Magic am 21. Januar 2003
- 28 versuchte Würfe aus dem Feld gegen Orlando Magic am 21. Januar
- 3 verwandelte 3-Punktwürfe gegen Sacramento Kings am 23. Dezember 2009
- 3 versuchte 3-Punktwürfe (4×)
- 17 verwandelte Freiwürfe gegen die Chicago Bulls am 23. Februar 2005
- 19 versuchte Freiwürfe gegen die Chicago Bulls am 23. Februar 2005
- 12 Offensiv-Rebounds gegen die Atlanta Hawks am 16. Februar 2005
- 16 Defensiv-Rebounds gegen die Phoenix Suns am 1. November 2002
- 22 Rebounds gegen die Phoenix Suns am 1. November 2002
- 7 Assists (2×)
- 5 Steals gegen die Detroit Pistons am 24. November 2004
- 7 Blocks (3×)
- 48 gespielte Minuten gegen die Boston Celtics am 18. Dezember 2004
- zweimal Eastern Conference Champion (2007, 2011)